# Eliakim ha-Kohen Schwerin Götz
Eliakim ha-Kohen Schwerin Götz (ur. w 1760 w Skwierzynie, zm. 15 stycznia 1845), talmudysta, naczelny rabin Węgier w latach 1827-1845.

## Życiorys
Urodził się w 1760 w Skwierzynie, mieście znajdującym się dzisiaj w województwie lubuskim, wówczas królewskim mieście w Wielkopolsce (niem. Schwerin an der Warthe).
Uczył się w jesziwie w Presburgu i Pradze. W 1796 znalazł się na Węgrzech, początkowo będąc prywatnym nauczycielem w Bai. W 1812 objął stanowisko rabina w miejscowości Szabadka, a w 1815 w Baja. Jego dom stał się intelektualnym centrum dystryktu.
W 1827 został wybranym naczelnym rabinem Węgier, przez przewodniczących wszystkich wspólnot żydowskich. Tym samym stał się m.in. najwyższym sędzią. Urządzał także "asifah", czyli zebrania przedstawicieli wspólnot, decydujących np. o rozkładzie ciężarów finansowych nakładanych przez podatek tolerancyjny, odbywających dysputy teologiczne, podejmujących także inne decyzje. Decyzje Schwerin Götza były ostateczne, nie było wyższej instancji, nie można było zatrudnić ani rabina ani innego urzędnika wyższego stopnia w gminie żydowskiej bez jego zgody. Starał się on iść z duchem czasu i wprowadzał pewne nowości liberalizujące m.in. interpretowanie Biblii i Talmudu.
W 1844 Schwerin Götz był jednym z uczestników ważnej konferencji rabinicznej w Paks na Węgrzech. Zmarł 15 stycznia 1845. Szczegółowa biografia naczelnego rabbiego Węgier została napisana w języku węgierskim przez jego wnuka, Samuela Kohna, rabina w Budapeszcie. Praca była zatytułowana "Kohn Schwerin Götz Bajai és Bácsmegyei Förabbi Elete és Korrajz" i została wydana w Budapeszcie w 1899.